# Maomé Alim Cã
Saíde Mir Maomé Alim Cã (em russo: Сеи́д Мир Мухамме́д Али́м-хан; romaniz.: Seid Mir Mukhammed Alim-Khan; em usbeque: Said Mir Muhammad Olim Xon), mais conhecido só como Maomé Alim Cã, foi um último emir de Bucara da dinastia manguita de 1911 a 1920. No contexto da Primeira Guerra Mundial (1914–1919), ficou do lado do czar Nicolau II (r. 1894–1917) do Império Russo contra o Império Otomano, que declarou a jiade ao Aliados, inclusive cedendo parte do tesouro de Bucara para o esforço de guerra.